# Csarnóháza község
Csarnóháza község (románul: Comuna Bulz, németül: Gemeinde Grünfeld) község Bihar megyében, Romániában. Központja Csarnóháza, beosztott falvai Jádremete, Munteni.

## Népessége
A 2011-es népszámlálás adatai alapján a község népessége 2104 fő volt.